# کریستین نوربرگ شولتز

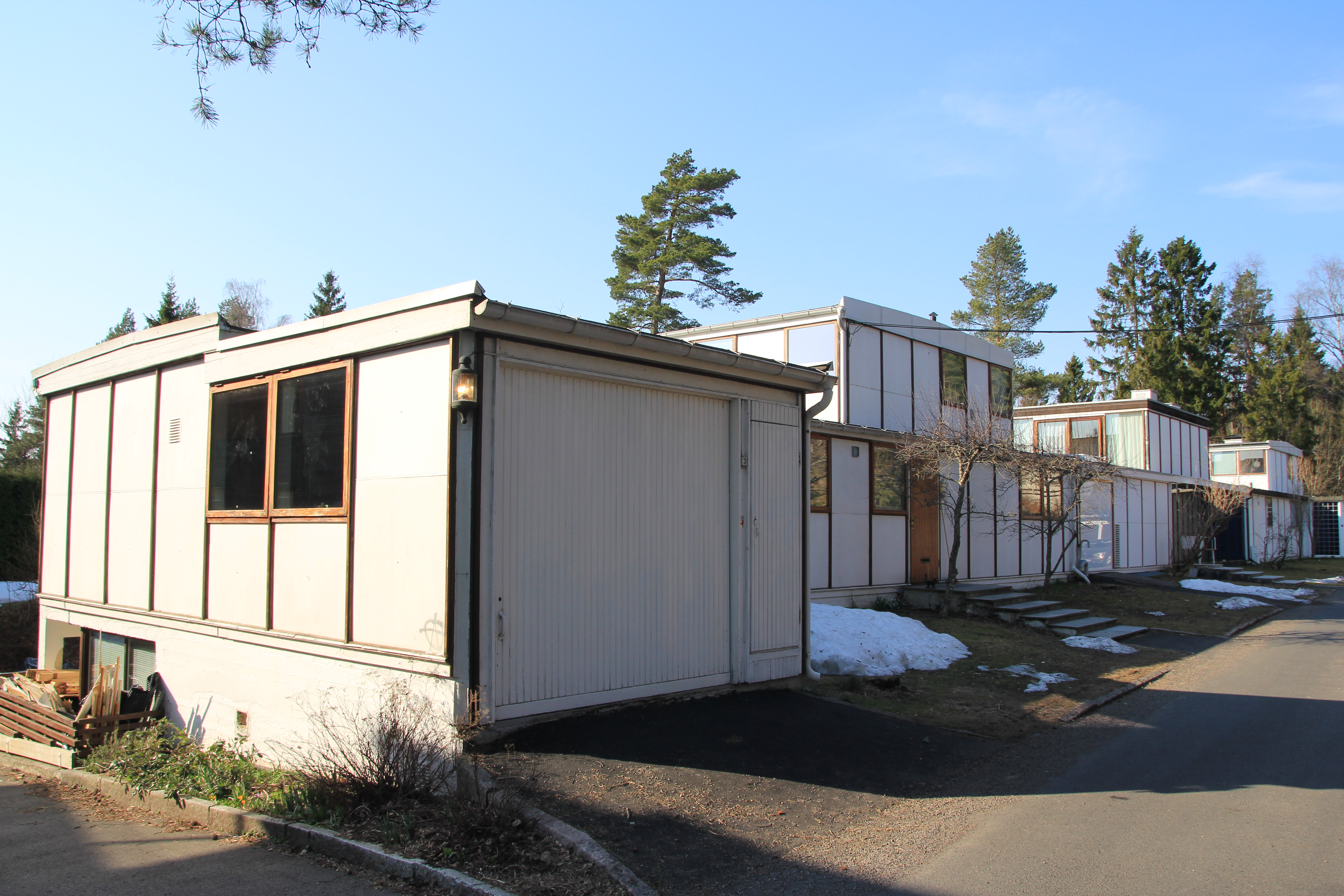
کریستین نوربرگ شولتز

کریستین نوربرگ شولتز (۲۳ مه ۱۹۲۶–۲۸ مارس ۲۰۰۰) یک معمار، نویسنده، آموزگار و نظریه‌پرداز معماری نروژی بود.
نوربرگ-شولتز بخشی از جنبش مدرنیسم در معماری بود و با پدیدارشناسی معماری همراه بود. از او به عنوان یکی از نظریه پردازان معماری یاد می‌شود که به شدت تحت تأثیر تفکرات مارتین هایدگر بود. کریستین نوربرگ-شولتز در اسلو نروژ به دنیا آمد. وی با تحصیلات بعدی در رم در مؤسسه فناوری فدرال زوریخ در زوریخ تحصیل کرد. وی در دانشگاه هاروارد تحت بورس تحصیلی فولبرایت تحصیل کرد. وی در سال ۱۹۶۴ دکترای فنی خود را در رشته معماری از انستیتوی فناوری نروژ دریافت کرد و سال بعد استاد دانشگاه ییل شد. نوربرگ-شولز از سال ۱۹۶۶ تا ۱۹۹۲ استاد و بعداً رئیس دانشکده معماری و طراحی اسلو بود. در سال ۱۹۷۴، وی استاد مهمان دانشکده معماری مؤسسه فناوری ماساچوست بود.

## آثار
- Intentions in Architecture MIT Press, Cambridge, Mass. , 1965.
- Existence, Space and Architecture Praeger Publishers, London, 1971
- Meaning in Western Architecture Rizzoli, New York, 1974.
- Baroque Architecture Rizzoli, Milan, 1979.
- Late Baroque and Rococo Architecture Rizzoli, Milan, 1980.
- Genius Loci, Towards a Phenomenology of Architecture Rizzoli, New York. 1980.
- Modern Norwegian Architecture Scandinavian University Press, Oslo, 1987.
- New World Architecture Princeton Architectural Press, New York, 1988.
- Concept of Dwelling Rizzoli, New York. 1993.
- Nightlands. Nordic Building, MIT Press, Cambridge, Mass. , 1997.
- Principles of Modern Architecture Andreas Papadakis Publishers, London, 2000.
- Architecture: Presence, Language, Place Skira, Milan, 2000.